# Aileen Fox
Aileen Mary Fox, Lady Fox ( Henderson ; 29 de julio de 1907 - 21 de noviembre de 2005) fue una arqueóloga inglesa, especializada en arqueología del suroeste de Inglaterra.  En particular, excavó la fortaleza legionaria romana en Exeter, Devon, después de la Segunda Guerra Mundial.

## Biografía
Hija del abogado Walter Scott Henderson y su esposa Alice Livingstone Henderson (de soltera Mclean), Aileen Mary Henderson se educó en la escuela Chinthurst en Surrey y luego en la escuela Downe House en Kent, donde permaneció después de que se mudó a Berkshire, bajo la dirección de Oliva Willis . Luego pasó a leer inglés en Newnham College, Cambridge .   Después de graduarse en 1929, trabajó como voluntaria excavando en Richborough, Kent, bajo la dirección de JP Bushe-Fox.  Pasó el invierno siguiente en la Escuela Británica de Roma, antes de regresar a Richborough .  En 1932 excavó en Hembury Hillfort, Devon y Meon Hill, Hampshire . 
En 1933 se casó con Cyril Fox, director del Museo Nacional de Gales, con quien tuvo tres hijos. Los Fox excavaron yacimientos prehistóricos y romanos en todo el Reino Unido, aunque Fox continuó dirigiendo sus propias excavaciones, por ejemplo en la fortaleza legionaria romana en Isca Augusta (Caerleon, Gales) en 1939.  Fox dio una conferencia en el University College de Cardiff, de 1940 a 1945.  Un logro notable fueron tres temporadas de excavación en Roman Exeter después de los daños de la Segunda Guerra Mundial.  Luego aceptó una cátedra en el University College of the South West of England en Exeter en 1947, y permaneció allí hasta su jubilación en 1971. Desde finales de la década de 1940, emprendió excavaciones clave en el suroeste de Inglaterra, arrojando nueva luz sobre la ocupación prehistórica de Dartmoor, los castros de la Edad del Hierro en la región y la presencia militar romana en Cornualles . 
En 1965, fundó el Hillforts Study Group junto con Christopher Hawkes y otros.  A finales de la década de 1960, Fox jugó un papel clave en el establecimiento de la Unidad de Campo Arqueológico de Exeter. Se desempeñó como presidenta de la Sociedad Arqueológica de Devon en 1963-1964 y como vicepresidenta del Consejo de Arqueología Británica .  Ella creía en fomentar el interés arqueológico en los jóvenes. Su libro Roman Britain fue una colaboración con el artista Alan Sorrell, a quien había conocido anteriormente en la Escuela Británica de Roma . Con el título de caballero de su marido en 1935, pasó a ser conocida como Lady Fox. En 1973, Fox se convirtió en profesor invitado en la Universidad de Auckland, Nueva Zelanda, y de septiembre de 1974 a 1976 en arqueólogo interino en el Museo Memorial de Guerra de Auckland, mientras que la arqueóloga del museo, Janet Davidson, estudiaba como becaria Rhodes en la Universidad de Oxford .  Pasó sus diez años en Nueva Zelanda enseñando, investigando, publicando y participando en organizaciones como la Asociación Arqueológica de Nueva Zelanda y el New Zealand Historic Places Trust (ahora Heritage New Zealand).  Su interés por los castros la llevó a registros de sitios en Auckland, Northland y Hawkes Bay y a la excavación de un sitio pā en Te Awanga en 1974-1975.    También investigó las tallas maoríes, en particular las cofres funerarias.   Fox regresó a Gran Bretaña en 1983.  

## premios y reconocimientos
En 1944, Fox fue elegido miembro de la Sociedad de Anticuarios de Londres,  en 1985 recibió un doctorado honoris causa en letras en la Universidad de Exeter,  y en 1998 obtuvo membresía honoraria de la Sociedad Prehistórica . 

## Publicaciones Seleccionadas
- Fox, Aileen (1961). Roman Britain. London: Lutterworth Press. ISBN 9780718808006. (Drawings by Alan Sorrell.)
- Fox, Aileen (1948). «The Early Plan and Town Houses of Silchester (Calleva Atrebatum)». Antiquity 22 (88): 172-178. doi:10.1017/S0003598X00019785.
- Fox, Aileen (1952). Roman Exeter (Isca Dumnoniorum): excavations in the war-damaged areas, 1945–1947. Manchester: Published for the University College of the South-West of England by Manchester University Press.
- Fox, Aileen (1955). «Celtic fields and farms on Dartmoor, in the light of recent excavations at Kestor». Proceedings of the Prehistoric Society 20: 87-102. doi:10.1017/s0079497x00017795.
- Fox, Aileen (1955). «Some evidence for a Dark Age trading site at Bantham, near Thurlestone, South Devon». The Antiquaries Journal 35 (1–2): 55-67. doi:10.1017/s0003581500048617.
- Fox, Aileen (1974). «Prehistoric Maori storage pits: problems in interpretation». Journal of the Polynesian Society 83 (2): 141-154.
- Fox, Aileen (1976). Prehistoric Maori Fortifications in the North Island of New Zealand. Auckland: Longman Paul. Monograph No. 6 of the New Zealand Archaeological Association.
- Fox, Aileen (1980). «A new look at Maori carved burial chests». Antiquity 54 (210): 7-14. doi:10.1017/S0003598X00042782.